# إدوارد دانيال كلارك
إدوارد دانيال كلارك (بالإنجليزية: Edward Daniel Clarke)‏ (1769 - 1822 م) هو رحالة و معدن إنكليزي.
عين أستاذاً للتعدين بكيمبردج سنة 1808 م، ثم أميناً لمكتبتها سنة 1817 م. رحل في المشرق و ترك وصفاً لرحلاته وللآثار التي جمعها.

## روابط خارجية
- إدوارد دانيال كلارك على موقع الموسوعة البريطانية (الإنجليزية)